# ANSWER (SUPERCARのアルバム)
『ANSWER』（アンサー）は、日本のロックバンドSUPERCARの5枚目のアルバム。2004年2月25日、キューンレコードより発売された。

## 概要
オリジナルアルバムとしては前作より1年10ヶ月ぶりのアルバムである。エレクトロサウンドを前面に押し出した前作とは一転し、今作ではサウンド・アートワーク含め、サイケデリック色が強く出た作風となっている。
初回生産限定盤と通常盤の2形態で発売。複数形態での販売はバンド史上初である。初回盤はスペシャル4面デジブック仕様となっており、通常のCDケースよりも大きなものになっている。CDトレーが4枚分ついており、4枚分のディスクが収納できる。なお、ジャケットのアートワークは田名網敬一・宇川直宏が担当した。
遅れて4月28日には、アルバム単体作品としては初となるアナログ盤が発売された
（同日にシングル「WONDER WORD ep」も発売）。
その後音源の発表はなく、2005年2月26日にバンドは解散し、本作がラストアルバムとなった。
発売当時、ソニーが推進していた『レーベルゲートCD2』での発売となった。その後ソニーがCCCDの生産を廃止、CD-DA盤に差し替えられた。

## 収録曲
| 全作詞: 石渡淳治、全作曲: 中村弘二、全編曲: SUPERCAR。 |                        |          |            |      |
| #                                                      | タイトル               | 作詞     | 作曲・編曲 | 時間 |
| 1.                                                     | 「FREE HAND」          | 石渡淳治 | 中村弘二   | 4:54 |
| 2.                                                     | 「JUSTICE BLACK」      | 石渡淳治 | 中村弘二   | 2:54 |
| 3.                                                     | 「SUNSHINE FAIRYLAND」 | 石渡淳治 | 中村弘二   | 2:43 |
| 4.                                                     | 「WONDER WORD」        | 石渡淳治 | 中村弘二   | 3:38 |
| 5.                                                     | 「BGM」                | 石渡淳治 | 中村弘二   | 4:38 |
| 6.                                                     | 「DISCORD」            | 石渡淳治 | 中村弘二   | 4:07 |
| 7.                                                     | 「HARMONY」            | 石渡淳治 | 中村弘二   | 2:52 |
| 8.                                                     | 「RECREATION」         | 石渡淳治 | 中村弘二   | 4:57 |
| 9.                                                     | 「GOLDEN MASTER KEY」  | 石渡淳治 | 中村弘二   | 5:40 |
| 10.                                                    | 「THE WORLD IS NAKED」 | 石渡淳治 | 中村弘二   | 5:10 |
| 11.                                                    | 「SIREN」              | 石渡淳治 | 中村弘二   | 8:25 |
| 12.                                                    | 「LAST SCENE」         | 石渡淳治 | 中村弘二   | 4:39 |
| 13.                                                    | 「TIME」               | 石渡淳治 | 中村弘二   | 5:18 |
| 合計時間:                                              | 合計時間:              | 59:55    |            |      |

### 楽曲解説
「WONDER WORD」
後に本作収録のものとは別ミックスでシングルカットされた。
「RECREATION」
表記はないがアルバムミックス。ギターの音の配置が左右逆になっているほか、ドラムの音色も変わっている。
「THE WORLD IS NAKED」
ゲストミュージシャンに勝井祐二 (ROVO)が参加している。
「LAST SCENE」
シングルバージョンとは違い、アウトロのフェードアウトが早くなっている。